# Medgyes ostroma (1534)
Medgyes ostromát Szapolyai János és I. (Habsburg) Ferdinánd magyar és szász hívei indították, a moldvai és havasalföldi vajda segítségével  Lodovico Gritti olasz kereskedő, bankár, Magyarország kormányzója ellen, aki a szeben vármegyei Medgyes várába zárkózott be a zsoldosaival.

Gritti 1529-ben ajánlotta fel szolgálatait Szapolyainak, aki ezért jutalmul rengeteg címmel ruházta fel és kormányzóvá nevezte ki. Gritti vagyonosabb ember lévén nagyobb tekintélyre tett szert Magyarországon mint Szapolyai és a nagyravágyó politikus önálló útra lépett. Egyszerre próbált a Habsburgok felé is közeledni, amit Szapolyai kiismert, de minthogy Gritti Pargali Ibrahim nagyvezír barátja és kegyence volt, nem léphetett fel ellene nyíltan, mert különben elvesztené I. Szulejmán szultán támogatását, ugyanis tőle függött, hogy megállja-e a helyét Ferdinánddal szemben a magyar trónért vívott harcban.
Gritti önkényeskedése sokkolta Szapolyai és Ferdinánd híveit is egyaránt, a főbb magyar vezetők között pedig elégedetlenséget és féltékenységet szült (mint rendesen), hogy jelentős jövedelemmel bíró állami vagyont, így a királyi várak és sóbányák hasznát is rábízta Szapolyai. Gritti nem ismert korlátokat, ha ellenségeit félre akarta állítani. Szapolyainak már létkérdése volt Gritti eltávolítása, így amikor az meggyilkolta Czibak Imre váradi püspököt, akkor Erdélyben, a háború alatt először és egyben utoljára, eddig példátlan módon a két tábor hívei Majláth István vezetésével összefogtak és a Medgyesen székelő Grittit fiaival együtt beszorították. Az eredetileg segítségre küldött moldvai sereg is az ellenséghez csatlakozott és Gritti végzete beteljesült.
Szulejmán nem büntette meg Szapolyait, mert régóta gyanakodott arra, hogy Gritti Konstantinápolyból Velencébe titkos jelentéseket küld a dózse kormányának. Szapolyai javára volt, hogy az 1530-as évek közepétől megromlott a porta és a tengeri köztársaság viszonya, s alig három évvel Medgyes ostroma után háború robbant ki a két hatalom között.

Pargali nagyvezírt is két év múlva kivégezték, Szulejmán pedig elengedte Szapolyainak a Medgyesen történteket, ami Bécsnek rendkívül rosszul jött, mert ekkor minden követ megmozgatott, hogy Szapolyait török támadás állítsa félre.

## Előzmények
Lodovico Gritti Andrea Gritti velencei dózse balkézről született negyedik fia volt, akit Itáliában neveltettek, de 1508-ban inkább visszament Isztambulba, ahol ékszerkereskedő lett és jó szándékú emberként megnyilvánulva elnyerte az emberek rokonszenvét, sőt még az akkor főkamarásként működő Pargali Ibrahimét is.

Pargali, amikor a nagyvezíri tisztbe jutott, felterjesztette a szultán udvarába Grittit.
1529-ben Gritti részt vett abban a hadjáratban, amely Bécs ostrománál kudarcot vallott. Szapolyai, aki Lengyelországból tért vissza, először rendkívül bizalmatlanul fogadta a török segítséget, sőt egyenesen nem is remélte, hogy visszaszoríthatja vele Ferdinándot. Egy dalmát követét, Tranquillus Andronicust küldte a nagyvezírhez és Grittihez is. Gritti 1528-ban Laszky Jeromost, Szapolyai portai követét is fogadta és nyájasságával beférkőzött a bizalmába. Laszky terjesztette Szapolyai elé Grittit, aki úgy gondolta, később hasznossá válhat a számára.

Gritti sokat tett annak érdekében, hogy a török diplomácia és haderő egyaránt Szapolyai szolgálatába álljon és Andronicus megnyugtató válaszokat küldött a királynak.

Egy korabeli levélből az olvasható, mégpedig egy Pomasanich Bernardin nevű szerzetestől, hogy Ibrahim szerette volna, ha Szapolyai helyett Gritti ül a királyi székbe.

Gritti felterjesztette annak tervét is, hogy Lengyelországot is nyerjék meg Szapolyai támogatására (a törökkel egyformán szövetségben). Mivel I. Zsigmond lengyel király és Litvánia épp háborút viselt III. Vaszilij orosz uralkodóval, hogy kiiktassák az oroszokat, a fekete-tengeri török flotta a tatárokkal lerohanta volna Moszkvát, így a lengyelek felszabadulnak és Ausztria ellen léphetnének hadba.
A török sereg szállítójaként működő Gritti vezette Magyarországon és Csehországban a török irreguláris lovasság (az akindzsik) rabló akcióit, amivel a sereg utánpótlását biztosították. Emiatt már az elején nem volt népszerű a magyarok körében.

A Budát a németektől a szultáni sereg elfoglalta és átadta Szapolyainak. Andronicus itt lépett fel Gritti titkáraként és Ibrahim tanácsolta bizalmas barátjának, hogy törekedjen minél nagyobb tekintélyre szert tenni az országban. Gritti már az első alkalomkor elnyerte Szapolyai kegyeit, mert a Szent Koronát ő maga juttatta vissza. Gritti felügyelte ugyanakkor a Szapolyai számára kirendelt török katonaságot, ami viszont a várost sarcolta.
Gritti már 1529-ben átvette a pénzügyeket és jelentős pénzeket húzott ki a maga részére a királyi kincstárból. Szapolyai helyzetén annyira rontott, hogy anyagilag is a törökök támogatására szorult, nem csupán katonailag. Befolyása nőttön-nőtt Magyarországon, de Szapolyai egyelőre még nem látta át, hogy a rovására megy mindez. Ámde ha látta is volna, a körülmények miatt nem tehetett semmit, hiszen még székhelyén is törökök álltak fegyverben.

A Bécs alól visszavonuló szultán további csapatokat hagyott hátra Budán, ezek száma még 1530-ban nőtt és ezek verték vissza a támadó Wilhelm von Roggendorf osztrák, német, cseh és spanyol erőit a főváros alól. Szolgálataiért Máramaros vármegye főispánjává nevezték ki és a várakat és sóbányákat is kezelte. Szapolyai országgyűlést is összehívott, ahol Gritti kemény eszközökkel lépett föl az elmaradók ellen. 1531 márciusában már kormányzói minőségben tért vissza a török fővárosba. Helyettesének Nádasdy Tamást tette meg, aki mindenben az ő utasításai szerint járt el.

### Gritti mint kormányzó

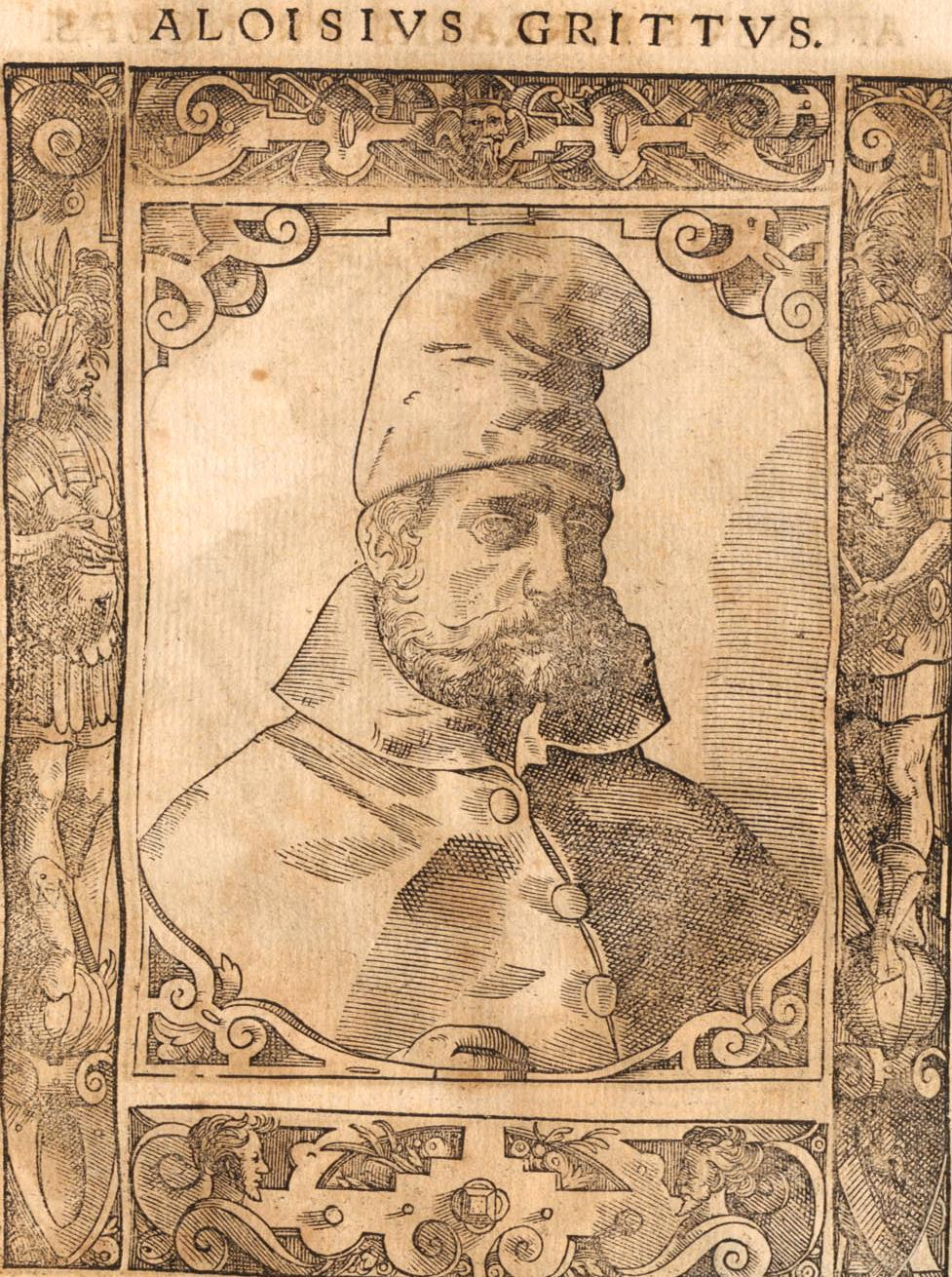
Gritti Lajos Magyarország kormányzója

A magyar nemesség jelentékeny hányadában több ok miatt is visszatetszést váltott ki Gritti személye és politikája. 1526 után a magyarok jelentős hányada határozottan elutasította idegen, főleg német uralkodó választását és minden idegen tisztségviselőtől meg akart szabadulni, noha sokuknak nem volt közük az ország romlásához, ahogyan azt az elégedetlenkedők néhányan állították. Különösen nagy féltékenységre adott okot Gritti tisztsége és hatalma, ami miatt a főurak rettegtek attól, hogy teljesen háttérbe szorulnak. Mélyen sértette őket, hogy a kormányzói tisztséget olyan személy tölti be, aki törvénytelen születésű és még magyarul sem beszél. Gritti ismert visszaélései is fokozták az iránta érzett mély ellenszenvet.

Különösen erős szemrehányásokat tett Czibak püspök a királynak, aki Gritti idegen származásától eltekintve, komolyan aggódott, hogy a kormányzó veszélyes lehet Szapolyaira nézve. Az országnagyok az 1530. december 30-án kiállított hűséglevélben készek lettek volna ellenszegülni a kormányzó személyének, de az egy nappal később véglegesített változat ezt a kitételt nem tartalmazta.
Gritti közvetítőként lépett fel Ferdinánd és Szapolyai között, de az 1531. október 4-én Posenban (Poznań) tartott tárgyalásokon nem tudtak megegyezni, bár Lengyelország és Szászország indítványt tett a béke tényleges megteremtésére, amely helyeslésre talált a jelenlevők részéről. Itt próbált Gritti a Habsburgok felé közeledni első ízben, melyhez Laszkyt is bevonni szándékozott. A lengyeleket is a maga részére kívánván állítani, ennek megfelelően kapcsolatba lépett Stanisław Kosztka ügynökkel, két bajor herceggel, valamint Mikołaj Minkwitz, a szász udvarnál szolgáló lengyel lovaggal. Levélben kérte fel ugyanakkor VII. Kelemen pápát, hogy lépjen fel közvetítőként a felek között.
A poseni tárgyalások után vélvén, hogy kiterjedt hatalommal bír, hozzálátott, hogy néhány ellenfelét félreállítsa az útból. Elsőként az ellenségének számító Ártándy Pált, és testvérét Balázst börtönbe vetette, azzal gyanúsítva őket, hogy összejátsszanak az osztrákokkal. A két foglyot aztán ítélet nélkül kivégezték. Von Roggendorffal egy fegyverszünetet kötött Visegrádon, melyhez nem kérte előzetesen a szultán véleményét, de bízott abban, hogy utólag rááll.

Mivel úgy látta, hogy bajor segítői érvényesítik szándékát Bécsben, ezért visszautazott Isztambulba.

### A vég kezdete
1533-ban megkötött az Ausztria és az Oszmán Birodalom közötti béke, amelyhez Gritti jelentősen hozzájárult. De a Szapolyai és Ferdinánd közti háború korántsem zárult le, amelyben még mindig közreműködöttek török katonák. De Gritti személye 1534-től már nyilvánvalóvá vált Szapolyai előtt, aki a bajkeverő, e mellé saját hatalmát is veszélyeztető kormányzóval valamiképp le akart számolni. A Habsburgok felé való elkötelezettségéről már semmi kétség nem volt, de Szulejmán előtt is nyilvánvaló lett, hogy Gritti Velencével is konspirál. Közben Perzsia uralkodójával I. Tahmászppal háború tört ki keleten, ezért Ibrahimot keletre rendelték. Míg távol volt, a nagyvezíri feladatokat olyan személyek látták el, akik esküdt ellenségei voltak Grittinek. Gritti egyelőre nem aggódott, mert bízott apja támogatásában és figyelmét a magyarországi eseményekre fordította. Ekkor azonban már Nádasdy is ellene hangolódott, míg egyetlen híve Laszky is éppúgy veszélyben forgott. Gritti azonban most sem aggódott, mivel 4000 fős magánhadsereg állt itt a rendelkezésére. Erdélybe tartó útján Havasalföldön haladt keresztül és katonái kifosztottak mindent, ami az útjukba került. Ezzel Grittinek sikerült maga ellen fordítania VIII. Vlad vajdát is.

Grittinek állítólag olyan tervei is voltak, hogy 20 ezer fős török sereggel is bevonul az országba, hogy szétkergesse a Veszprémbe összehívott gyűlést, ami a török elleni védekezésről tárgyalt, más források szerint a királyi hatalomra tört volna. Ez utóbbi verziót Szapolyaiban különösen nagy aggodalmat váltott ki. Mindezt fokozta, hogy a Speyerben tartandó birodalmi gyűlésre is el kívánt menni a kormányzó, ahol várhatóan a Habsburgok támogatását fogja megszerezni, akik alig várták, hogy vele állíthassák majd félre Szapolyait. Vlad vajdának is hasonló félelmei voltak Havasalföldön, mert ott az a hír terjengett, hogy Gritti azt az országot is el akarja foglalni és trónjára Laszkyt ültetni.
Magyarország közelében látszólag Moldva volt az egyetlen állam, ami szilárdan Gritti szövetségesének számított. A magyar és havasalföldi diplomácia ekkor IV. Péter vajda ellenségéhez Lengyelországhoz fordult, amelyet egy Moldva elleni támadásra kívántak sarkalni.

Szapolyai uralma már csak azért is veszélyben forgott, mert Gritti önkényuralma miatt sokan pártoltak el Ferdinánd mellé. A magyar lakosság éppúgy gyűlölte a kormányzót mint a nemesek, mert török zsoldosait szerte engedte Erdélyben, akik raboltak és fosztogattak. Legfőbb ellenségének az erdélyi vajda és váradi püspök Czibak Imre számított, aki komolyan átlátta a Grittiben rejlő veszélyt. A királyt állandóan figyelmeztette, hogy Gritti elorozza a királyi jövedelmeket és hatalomra tör. Szapolyai 1534-re kezdte komolyan venni Czibak intését, s mikor bizonyossá vált, hogy Isztambulban már nem áll olyan biztosan, mint korábban, elhatározta, hogy fellép a kormányzó ellen. Gritti nem hátrált meg, mert bízott a moldvai támogatásban. Havasalföldön ráadásul felakasztatott többek közt egy Iliaș nevű bojárt, mert nem az nem akarta támogatni őt, emiatt Vlad már csak az alkalmat leste, hogy mikor vehet revánsot a gyűlölt kormányzón.

Gritti serege augusztus 7-én tábort ütött Brassó mellett, míg Czibak Váradon szervezkedni kezdett ellene. Ott Dóczy János, Batthyány Orbán és Penesich Gáspár 800 lovassal csatlakozott hozzája. Mikor Gritti tudomást szerzett az ellene való mozgalomról, feldühödött és elhatározta Czibak megölését. Dóczy bár Czibak mellett állt, de valójában Grittit támogatta, ugyanúgy Batthyány is, ők rövidesen csatlakoztak Gritti brassói táborába. Erdélyben még Dobó Ferenc Bereg vármegye főispánja volt az, aki Gritti mellett állt.

Czibak a Maros mellett Felméren ütött tábort, ahová Grittit várta, kivel tárgyalni szándékozott. Gritti augusztus 11-én virradóra tért meg Felmérre, ahol katonái megtámadták Czibak táborát és a püspököt brutális kegyetlenséggel megölték.
A gyilkosságot követően Gritti Ferdinánd egyik erdélyi hívével, Majláth Istvánnal, valamint Kun Kocsárddal ült le tárgyalni, ahol beszámolt nekik, mit tett Czibakkal. Talán azt hitte, Majláth örülni fog, mert kiiktatta Szapolyai egyik leghűségesebb és legfőbb hívét. Majláth azonban megdöbbent az eset hallatára és olyan gyors ütemben hangolódott a kormányzó ellen, hogy az kénytelen volt Medgyesre vonulni, ahol augusztus 23-án hozzálátott megerősíteni magát.

Szapolyai amint tudomást szerzett helyettes vajdája haláláról, végképp eltökélte, hogy leszámol Grittivel.

## Az ostrom

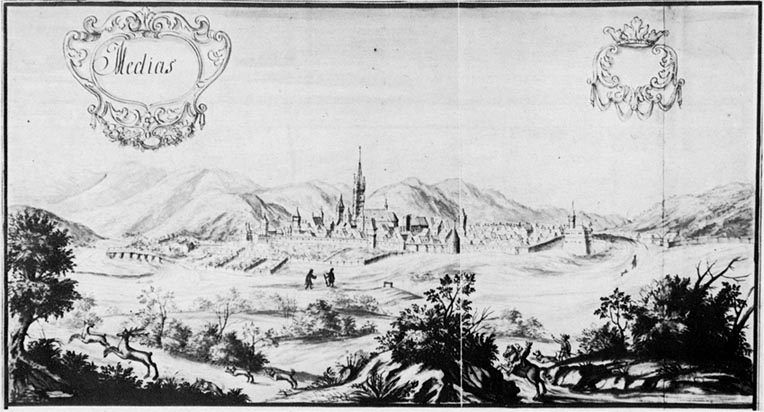
Medgyes, Conrad von Weiss tollrajza, 1735

Czibak megölésének híre felháborodással töltötte el nemcsak Szapolyai, hanem Ferdinánd híveit is Erdélyben. Erdély már sokat szenvedett a polgárháborútól, első ízben a Cserni Jován vezette délvidéki szerbektől, aki névlegesen Ferdinánd oldalán állt, de a Habsburg-párti erdélyi szászok és Brandenburgi György gyulai birtokát is eszközökben nem válogatva pusztította. Ugyanezt tették a spanyol és német csapatok is, valamint a török szövetségesek Szapolyai területeivel. Gritti sem cselekedett másképp, Szapolyai királyságát, mint Ferdinándét is úgy kezelte mintha ellensége, vagy pedig saját birtoka volna, így egységes volt az álláspont mindkét fél hívei részéről. Majláth segítségül hívta Vlad vajdát és fegyverbe szólította Erdély magyar és román parasztjait.

A nemesi bandériumokból, várkatonákból és a szász városok gyalogosaiból 5000 katonája gyűlt össze Majláthnak, míg a havasalföldi szövetségesekkel és a közfelkelőkkel együtt állítólag 35, vagy 40 ezerre emelkedett az egyesült sereg, amely Gritti ellen vonult.
Gritti serege 800 török gyalogosból, 200 janicsárból, valamint 3000 havasalföldi, magyar és oszmán lovasból állt. Vele volt Antonio, Giovanni és Pietro nevű fia is. Amint hírét vette, hogy Majláth, Vlad és Patócsy István vezetésével nagy sereg jön ellene, a Medgyes alatt álló erőit bevonultatni készült a városba és a várba. Az ottani szászok nem voltak hajlandóak beengedni, mire Gritti csellel elfogta a városi vezetőket és egy földalatti alagúton át emberei betörtek a városba. A szászok ekkor a belső városrészbe vonultak el.

Gritti augusztus 27-én elfoglalta a fontosabb pontokat, s megpróbált védekezésre minél jobban berendezkedni, de az alaposabb védművek létesítésére nem volt sok ideje. Habár nem tartott különösebben a nagyobbrészt egyszerű parasztokból álló erdélyi seregtől, s meggyőződése szerint a moldvaiak úgyis a segítségére sietnek.

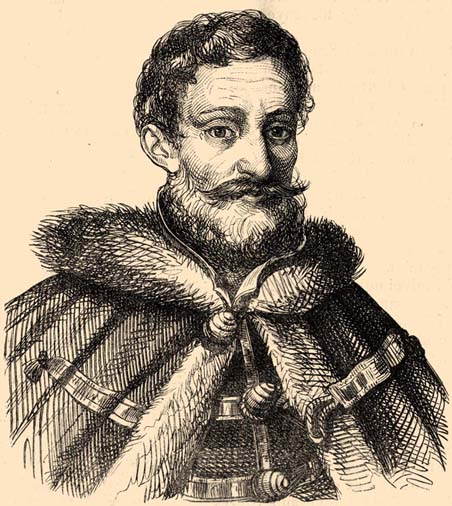
Werbőczy István 1000 embert küldött Medgyes ostromához

Majláth serege azonban még aznap körbevette a várat. Hogy török segítség ne jöjjön, a Kárpátok déli szorosait lezárták. Szapolyai jóváhagyta Majláth fellépését és még Werbőczy István is 1000 embert küldött Váradról a támogatására.

Budán közben elfogták Laszkyt és a Csonkatoronyba zárták. Gritti pedig levelet küldött IV. Péternek Moldvába, aki néhány napon belül tizenkétezer fős sereggel Medgyesre küldte Huru nevű vazallusát. De Huru megállapodott Majláth-tal és Vladdal, s csatlakozott az ellenséghez, így Gritti helyzete reménytelenné vált. Mivel sem Szulejmán, sem Pargali nem értesült az esetről, ezért török támogatást sem kaphatott volna.
Az ostromlók a körülvett Medgyest először csak ágyúval lőtték és éheztették, a módszeres ostrom csak szeptember közepén kezdődött el. A vár sáncai mögött Gritti katonái egy-egy alkalommal kitörtek, de a magyarokat nem számítva, a többi csapatnak fogalma sem volt az őket körülvevő területről, mert a vár megerősítésekor nem volt idejük alaposabb terepszemlét tartani a számukra eléggé idegen helyen, így a helyismeret hiánya miatt nem tudtak eredményesen harcolni Majláth és Vlad katonái ellen.

Szeptember 23-án sikeres kirohanást tettek ugyan a védők, de az ostromzárat nem tudták megtörni, s Batthyány, Dobó és Dóczy már fontolgatták az átállást. A kirohanást követően a vezérek tanácskozni kezdtek, ahol a kormányzó fia Antonio és a titkára Tranquillus is – aki szintén Medgyesbe zárkózott – azt tanácsolta, hogy vonuljanak ki a várból, s osonjanak el a Dunáig, ahol hajókon biztonságban eljuthatnak Nándorfehérvárra. Az itt maradt katonákat sem hagyták volna magukra, hanem a hódoltságban haderőt toboroznának és azzal a felmentésére jönnének. Végül Dóczy és Batthyány tanácsát fogadta el a kormányzó, akik egyezkedést javasoltak.

Az egyezkedéssel Dóczyt bízták meg, akit viszont kétszínűsége miatt az erdélyiek éppúgy gyűlöltek mint Grittit, ezért egyenesen a kiadatását követelték.

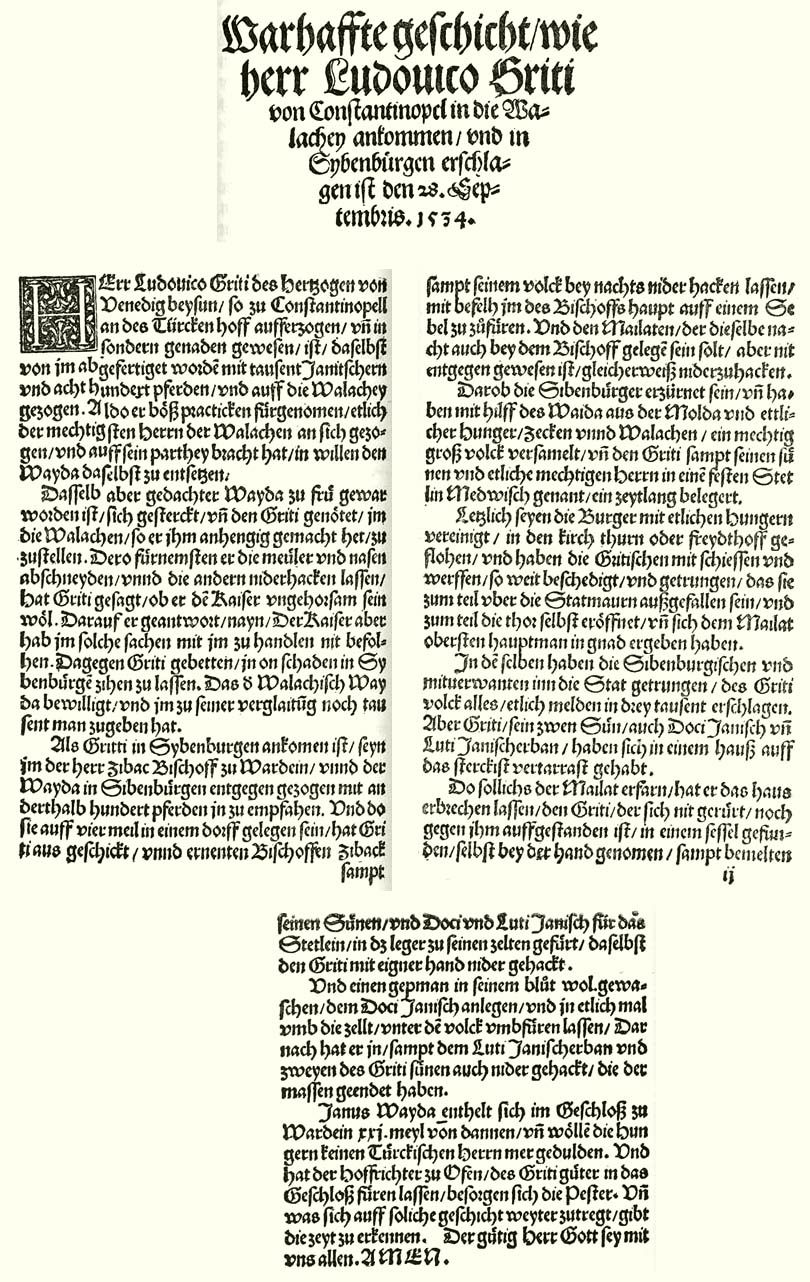
Egykorú ujságlap Gritti haláláról

Majláth szeptember 28-ra általános rohamot tervezett. A haderőt úgy rendezte, hogy középen vegyesen beosztotta a szövetséges moldvai és havasalföldi katonákat az erdélyi, magyar és szász erőkkel. Eddig újabb csapatok érkeztek, a szebeni szászok gyalogosai és Nádasdy Tamás 660 katonája. Utóbbiak a városhoz közel foglaltak állást. A várbeliek már felélték a belső készletek jelentős hányadát, míg a rendelkezésükre bőven álló temérdek kincsből nem tudtak utánpótlást szerezni, mert Medgyest annyira körbezárták, hogy lehetetlenség volt erősítést, vagy élelmet bevinni a várba.

Szeptember 28-ról 29-e virradójára gyengébb falakat ágyúzták Majláth ütegei, ahol sikerült egy nagyobb rést ütniük. Az ostromlók egyelőre nem támadtak, noha minden adott volt az általános rohamra, így ez lehetőséget adott a védelem török katonáinak, hogy megszállják a rést.

Gritti a több mint egy hónapos ostrom alatt lebetegedett és sok katonája is legyengült. A megfélemlített szász polgárok fehér zászlót tűztek ki a vár fokára és hangos szóval kérték az ostromlókat a támadásra. A polgárok megrohanták a kormányzó szállását. A szorongatott Gritti szolgálóját Sztoján Mátyást küldte a magyar vezérekhez, hogy mentsék meg, azonban ők épp az ellenséghez akartak állni. Gritti szolgája hasztalan igyekezett jobb belátásra bírni Batthyányékat, azok rögvest csatlakoztak Majláth katonáihoz. A kormányzó magyar zsoldosai is megtámadták a török katonákat, s a polgárokkal együtt több kaput is kinyitottak, a gyenge falréseket pedig alaposan kitágították. A betörő ellenséghez állt Batthyány magyar lovasai rácsaptak a törökökre, azt követően tömegesen álltak át a havasalföldiek közül is Majláth oldalára. Dóczy volt az egyetlen aki végig kitartott Gritti mellett, tudván hogy így is, úgy is a fejét veszik.

Medgyes török őrségét egytől egyig lekaszabolták. A vérengzés miatt Medgyes utcái a sok halottól és a harcok okozta károktól borzalmas látványt nyújtottak még napokig.
Gritti az ostromlók gyűrűjéből 200 törökkel és janicsárral kicsúszott és Huru táborába menekült, akivel egyezkedni kezdett, hogy védelmet kapjon Majláth emberei elől. Huru ellenben kiadta Majláthnak. A kormányzó még elbúcsúzott fiaitól, majd Majláth lefejeztette.
Két fiára, Antonióra és Pietróra is sanyarú sors várt. Mindkettejüket Moldvába vitték, az egyiküket lefejezték, a másikat vízbe fojtották. Egyedül csak Giovanni menekült meg. Hátramaradt vagyonát a szövetségesek felosztották egymás között. Czibak unokaöccse, Patócsy fia Miklós is nyert fájdalomdíjat a zsákmányból, az átállt Dobót is megjutalmazták.
Dóczyt is természetesen kivégezték, de Gritti környezetének más tagjai megmenekültek a hóhér kezétől, mint pl. Tranquillus, aki Franciaországba ment.

## A következmények
Medgyes bevétele után Szapolyai üres kincstára megtöltésére igyekezett megszerezni a hadizsákmányt, mert Gritti kormányzósága alatt egyszer sem folyósított jövedelmet. Elsődlegesen a kivégzett Dóczy várából vitették ki az értékeket, majd Dobó Ferenc zsákmányából is sarcot vettek. A Gritti kíséretében levő görög és zsidó szolgáktól, s kereskedőktől is elszedték javaikat és értékeiket.

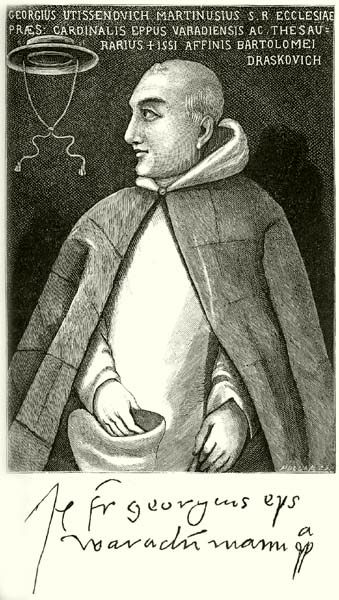
Martinuzzi (Fráter) György

Gritti halálát Magyarországon mindkét tábor hívei kitörő örömmel fogadták. Ferdinándot október 3-án értesítették a kormányzó haláláról. Ferdinánd és Habsburg Mária özvegy királyné ettől kezdve abban reménykedett, hogy majd Szulejmán Szapolyai ellen fordul és végre minden akadály elhárul az elől, hogy az egész Magyar Királyság Habsburg kézbe kerüljön. A remények ezúttal sem teljesültek, noha Gritti halála miatt Velence is Szapolyai királysága ellen fordult.

Szulejmán környezetéből egyedül csak Pargali Ibrahim volt, akit bosszú fűtött barátja halála miatt. Szulejmán nem tett a ennek érdekében semmit, hanem csak „enyhén” elmarasztalta Szapolyait. Ibrahimnak már nem lehetett nagy beleszólása a hatalomba, sőt az ő napjai is meg voltak számlálva. Ibrahim ajánlotta be Grittit a Portánál, ezzel pedig ha nem is közvetlenül, de érintve volt abban, hogy a velenceiek alaposabb betekintést nyertek Gritti révén a török ügyekbe. Gritti azonkívül a Szulejmán fő ellenségének tartott Habsburg Ausztria felé is közeledni próbált. Szulejmánnál erősödött ukrán feleségének Rokszolanának a befolyása, aki 1536-ban rávette férjét, hogy ölesse meg Pargalit. Pargali halálával Szapolyainak nem kellett már félnie Szulejmán büntetésétől, bár a Habsburg diplomácia a rágalom eszközével is megpróbálta ellene hangolni a szultánt, ahogy halála után a váradi béke beárulásával emlékét is igyekeztek befeketíteni. De mert az Oszmán Birodalom érdeke úgy kívánta, szövetségese „eltévelyedés”-ét megbocsátotta neki. Velence is rövidesen háborúba bonyolódott az Oszmán Birodalommal.
Gritti halála után Fráter György lépett fel Szapolyai legfőbb politikusaként, akiben a király nem is csalódott. György barát ugyanis megtöltötte a kincstárat és diplomáciájával jelentősen javított Szapolyai helyzetén, így a király végig megbízott benne.

## Egyéb ismeretek
- Markó László:  A Magyar Állam Főméltóságai Szent Istvántól napjainkig, Magyar Könyvklub, Budapest 1999. ISBN 963-547-085-1
- dr. Kretschmayr Henrik: Gritti Lajos 1480–1534